# Église Saint-Jean d'Orljane
Pour les articles homonymes, voir Église Saint-Jean.
L'église Saint-Jean d'Orljane (en serbe cyrillique : Црква Св. Јована у Орљану ; en serbe latin : Crkva Sv. Jovana u Orljanu) est une église orthodoxe serbe serbe située à Orljane, dans la municipalité de Doljevac et dans le district de Nišava, en Serbie. Elle est inscrite sur la liste des monuments culturels protégés de la république de Serbie (no SK 206),,. 
L'église est dédiée à la Nativité de saint Jean-Baptiste.

## Présentation

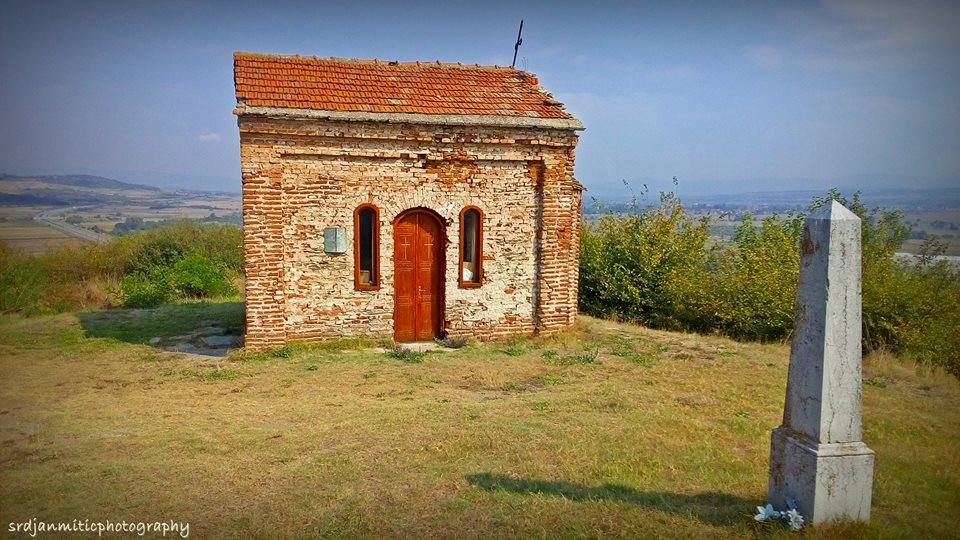
Vue du mur nord, avec l'entrée latérale de l'édifice.

L'église se trouve sur la colline de Komnjig (ou Komnig), à une altitude de 264 m, en face de la forteresse médiévale de Kurvin ; au pied de l'église se trouvent le poljé de Dobrič et la confluence de la rivière Toplica et de la Morava méridionale.
Selon les rares données dont on dispose, elle a été construite avant le règne de la dynastie des Nemanjić, à une époque où le territoire de l'actuelle Serbie était encore sous la domination de l'Empire byzantin ; elle remonte ainsi très probablement au XIe siècle,. Elle a été détruite pendant la guerre serbo-turque en 1877 puis elle a été rénovée en 1883 ; au cours des travaux, seuls le mur nord et une partie de l'abside de l'autel ont été préservés de l'église d'origine, tandis que tout le reste a été reconstruit.
L'église était constituée de pierre et de briques à l'extérieur et plâtrée et peinte en blanc à l'intérieur.
De plan rectangulaire et de style byzantin, l'édifice est de dimensions modestes, sans dôme ni narthex ; la nef unique est prolongée par une abside demi-circulaire. Les murs nord et sud sont animés à l'extérieur par des niches rectangulaires peu profondes et tout en longueur, dont les parties saillantes forment des sortes de pilastres, tandis que l'abside est rythmée par cinq niches en plein cintre,. Le toit à deux pans, formant pignon, est recouvert de tuiles. L'intérieur est divisé en trois travées de taille inégale marquées par deux paires de pilastres soutenus par des arcs formerets qui portent une voûte en berceau.
À l'intérieur, les parois ont été peintes probablement au XIVe siècle ; des fresques de cette époque ne subsistent que trois médaillons ronds sur un arc avec des bustes de saints en tenue de hiérarques entourés d'ornements végétaux et avec des inscriptions rédigées dans l'ancien alphabet serbe. En 1883, une iconostase a été installée dans l'église, avec des icônes peintes par Đorđe Zografski de Vélès. L'église possédait une icône russe du XVIIe siècle qui est aujourd'hui conservée au musée national de Niš.